# Há Dias Assim
Há dias assim é uma canção interpretada pela cantora portuguesa Filipa Azevedo, lançada em 2010.
Composta por Augusto Madureira, a música foi anunciada em janeiro de 2010 como uma das trinta canções participantes na votação online da selecção portuguesa para o Festival Eurovisão da Canção 2010, em Oslo, na Noruega.
A canção venceu o Festival RTP da Canção 2010, sendo a representante de Portugal no Eurovisão daquele ano, chegando à final do festival. Em 2011, foi incluída na coletânea Festival da Canção – As Músicas Originais, existindo anteriormente apenas um single para efeitos promocionais. Ainda nesse ano fez parte da banda sonora da novela "Rosa Fogo" da SIC.